# Emerson-Reaktion
Die Emerson-Reaktion [benannt nach Edgar Emerson (geb. Eisenstaedt)] ist eine nasschemische Methode, um charakteristische Strukturen und Gruppen bestimmter Moleküle  zu identifizieren. Sie ist weit verbreitet zur Bestimmung des Phenolgehalts in Abwässern (Phenol-Index).

Reaktionsverlauf der Emerson-Reaktion: Hydrochinon wird durch Basenzugabe aktiviert und durch Kaliumhexacyanidoferrat(III) zu Chinon oxidiert. Dieses kondensiert mit 4-Aminoantipyrin zu einem farbigen Chinonimin.

Das Reagenz der Emerson-Reaktion ist 4-Aminoantipyrin, ein aus der Fieber- und Schmerztherapie bekannte Pyrazolon-Grundgerüst mit einer Aminogruppe in 4-Stellung des Pyrazolon-Heterozyklus. Oft wird das Reagenz nur als Aminophenazon benannt. Aufgrund der Verwechslungsgefahr mit dem gleichnamigen, 1896 von Hoechst entwickelten Arzneistoff, der in 4-Stellung eine N,N-Dimethylaminogruppe trägt, ist dieser Terminus jedoch zu vermeiden.
Mit Hilfe der Emerson-Reaktion lassen sich aktivierte Aromaten, insbesondere Phenole nachweisen. Hierbei ist die Gegenwart eines Oxidationsmittels wie Kaliumhexacyanoferrat(III) nötig.
Die Produkte der Emerson-Reaktion lassen sich auch photometrisch quantitativ auswerten, wobei dann ein Rückschluss auf den Gehalt der Probe gezogen werden kann.
Zum Einsatz kommt die Emerson-Reaktion beispielsweise in der Analytik von Acetylsalicylsäure. Hierbei können Nebenprodukte aus der Synthese (Acetylsalicylsäureanhydrid) nachgewiesen werden.